# Albert Wass

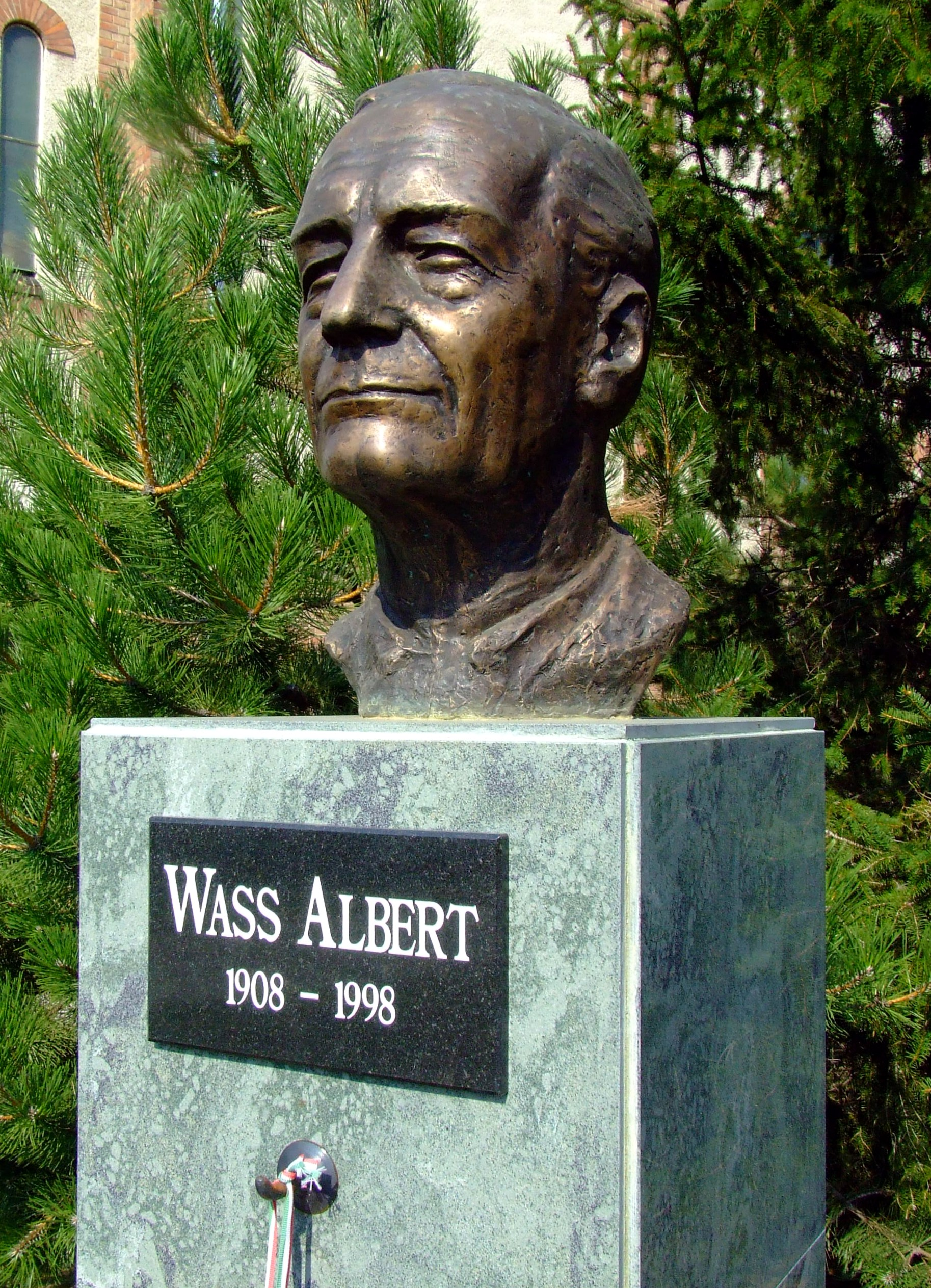
Busto de Albert Wass obra de István Harmath.

Conde Albert Wass de Szentegyed y Czege (Válaszút, 8 de enero de 1908 – Astor, Florida 17 de febrero de 1998) escritor y poeta transilvano en lengua húngara.
Figura de la literatura húngara transilvana descubierta en Hungría sólo tras su fallecimiento.
Uno de sus más famosos libros es Kard és kasza que en forma de biografía familiar multigeneracional examina la historia húngara desde 1050 hasta la actualidad.
Desde 1944 vivió en Alemania, posteriormente desde 1952 hasta su muerte en los Estados Unidos.
Durante el mandato de Nicolae Ceauşescu sus libros fueron prohibidos en Rumania.
Sus obras fueron editadas en Hungría a partir del cambio de régimen, antes también era allí desconocido.
La elaboración crítica de su actividad literaria continúa todavía. 
Su popularidad crece continuamente en el seno de los lectores húngaros desde finales de 1990.
En el 2005 en la encuesta húngara llamada El gran libro resultó ser uno de los escritores húngaros más querido.
Su obra A funtineli boszorkány fue elegida por los lectores entre las doce novelas húngaras más populares, y entre las 50 más populares figuran Adjátok vissza a hegyeimet! y Kard és kasza.

## Biografía

### Origen
El origen de la familia Wass puede seguirse has la edad Árpád y es una de la más antiguas familias nobles de Transilvania.
La familia en 1744 obtuvo el título de conde de María Teresa I de Austria.
Su abuelo, Béla Wass fue diputado al parlamente, posteriormente fue prefecto de la provincia de Szolnok-Doboka.
Su padre fue Endre Wass (1886-1975), su madre Ilona Bánffy de Losoncz (1883-1960).

### Juventud
Nació en el castillo de Bánffy en Válaszút junto a Kolozsvár.
Sus progenitores se divorciaron pronto, así fue más bien su abuelo quien lo crio.
Estudió en el colegio reformado de la calle Farkas en Kolozsvár.
Se bachilleró en 1926.
En Debrecen continuó sus estudios en la Academia de Agricultura y se diplomó en silvicultura.
En la localidad alemana de Hohenheim y en París, en la Sorbona siguió sus estudios como ingeniero de montes y horticultura diplomándose.
En 1932 regresó a Transilvania por la enfermedad de su padre, sin embargo por un tiempo no pudo ocuparse de los asuntos familiares porque en el ejército rumano cumplió su servicio militar. 
Su primera esposa fue su prima, hija de Ilona Wass, Éva Siemers (1914-1991).

Por presiones familiares en 1935 me casé con mi prima, la  hamburguesa Éva Siemers. Así pudimos salvar la hacienda familiar de la ruina

Padre de seis hijos (Vid, Csaba, Huba, Miklós, Géza, Endre), Csaba murió con tres años.
Huba Wass hizo carrera en el ejército estadounidense.
Alcanzó el rango de general de brigada y participó entre otros en la elaboración de la estrategia de la Operación Tormenta del Desierto de 1991
Tras la muerte de su abuelo Béla Wass, tomó el oficio eclesiástico de éste, así acabó siento administrador general del distrito de la iglesia reformada húngara transilvana.
A raíz del segundo arbitraje de Viena el 30 de agosto de 1940 el norte de Transilvania regresó a Hungría.
A principios del siguiente año Wass fue nombrado inspector forestal de la población de Dés por el ministerio de Agricultura húngaro.
Dos meses más tarde sin embargo se hizo redactor literario del diario de Kolozsvár Ellenzék.

### Durante la guerra

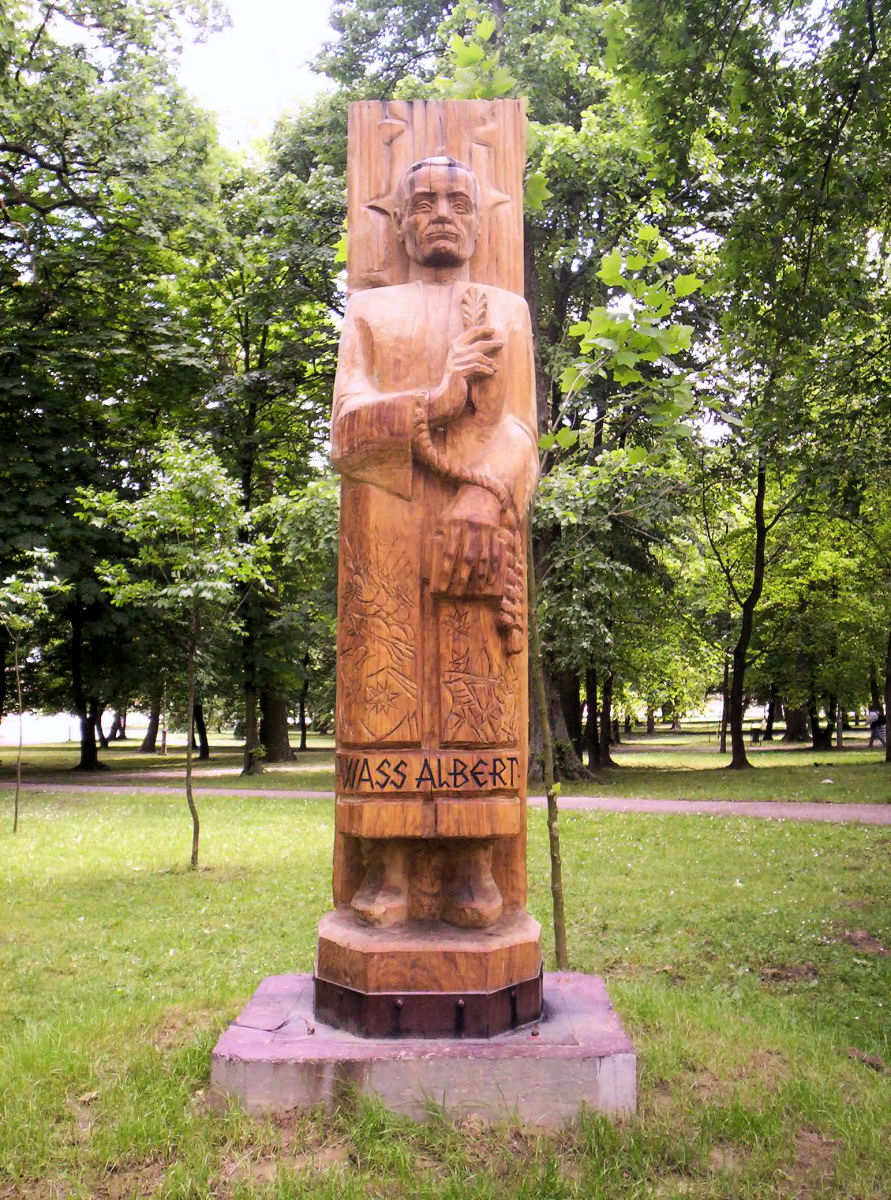
Estatua de Albert Wass.

Como suboficial reservista a partir de mayo de 1942 participó en tres meses de formación militar, al terminar la cual obtuvo el rango de alférez de la caballería real húngara.
En marzo del siguiente año al llamar a filas al redactor jefe del diario Wass se convirtió en su sustituto delegado.
Wass Albert cuenta en su propia biografía que apenas tres meses después: 

Dos alemanes de la Gestapo irrumpieron en la redacción, mostrando la orden según la cual debían por encargo del ejército alemán inspeccionar el diario, simplemente salí de la oficina y subí a las montañas.
Dos semanas después Lajos Veress, viejo amigo de mi padre mandó decirme que los alemanes "me buscaban"
Para evitar inconvenientes, el general Veress,  comandante del ejército húngaro estacionado en Transilvania, me dio un uniforme y como subteniente me envió a Ucrania con el noveno de la caballería real húngara, de donde sólo regresé por navidades.

Cumplió tan bien con ese cometido que se le condecoró en dos ocasiones.
Wass desempeño varios cargos en el ejército, después a partir de abril de 1944 fue ayudante de campo del general Lajos Veress.
Hacia el final de la guerra, acercándose las tropas soviéticas (y más tarde las rumanas también) se internaron más y más.
En diciembre de 1944 habrían estrenado uno de sus dramas en el Teatro Nacional Húngaro pero a causa del sitio no tuvo lugar.
La última etapa de la Segunda Guerra Mundial la pasó como oficial.
No esperó la nueva ocupación rumana del norte de Transilvana, la Semana Santa de 1945 cruzó la frontera occidental escogiendo el exilio.

### Exilio
Primero viajó a Sopron, vivió después hasta 1952 en Alemania, en Bleichbach, más tarde en Hamburgo.
De allí con cuatro hijos, el 21 de septiembre de 1951 tras los pertinentes exámenes de las autoridades americanas, (sanitarios y administrativos) viajó a los Estados Unidos, donde trabajó hasta su jubilación en el laboratorio de idiomas de la Universidad de Florida.
A su esposa, afectada de tuberculosis no se le permitió la entrada y con su hijo Endre se quedó en Alemania, posteriormente se divorciarían. 
El tribunal popular rumano, lo condenó a muerte in absentia la primavera de 1946 acusado de crímenes de guerra y asesinato.
Se le acusaba de ordenar en 1941 a las tropas húngaras alistadas en el norte de Transilvania la ejecución de la familia de un cura ortodoxo y varios rumanos, un comerciante judío local y su familia así como un cura ortodoxo rumano y su criado.
Las autoridades rumanas pidieron su extradición en varias ocasiones, en 1979 el ministerio de justicia de los Estados Unidos tras repetidos exámenes rechazó la petición como no procedente.
Esto ocurrió incluso cuando la fundación Wiesenthal lo denunció, ya que había dos judíos entre los hombres que, se según se dice, mandó ejecutar. 
Los Estados Unidos tras el examen del asunto sobreseyeron los cargos.
Wass Albert sostuvo en repetidas ocasiones que la policía secreta del estado comunista rumano, la Securitate intentó asesinarlo con una serie de atentados – acusación que no pudo probar.
Wass se volvió a casar en 1952, con la escocesa Elisabeth McClaint (1906–1987).
Durante su emigración en los Estados Unidos vivió en territorio del Parque nacional Ocala situado en medio de la Península de Florida (según algunas fuentes se suicidó)
Realmente acabó con su vida con su propia escopeta disparándose en la boca.
Murió en Astor, Florida en 1998.
Llegó a un situación material difícil desposeído de su fortuna (consistente en su mayor parte en los derechos de autor de sus innumerables libros)
Su último deseo se cumplió; que sus cenizas descansaran junto al escritor János Kemény en el jardín del antaño castillo Kemény en Marosvécs, Transilvania.

## Actividad literaria
Para el joven conde el éxito literario llegó en 1934 de mano de la novela "A farkasverem", gracias a la que obtuvo el premio Baumgarten y varias compañías literarias lo aceptaron como miembro.

### Obras
Novelas, cuentos, relatos
- 1934 Farkasverem
- 1940 Csaba
- 1940 Mire a fák megnőnek
- 1940 Jönnek!
- 1941 A titokzatos őzbak (relatos)
- 1941 Csalódás (En el número 15 de ÜNNEP, agosto de 1941)
- 1943 A kastély árnyékában
- 1943 Egyedül a világ ellen
- 1943 Vérben és viharban
- 1944 Tavaszi szél és más színművek
- 1945 Valaki tévedett (relatos de 1945-49)
- 1945 A költő és a macska (narraciones)
- 1947 A rézkígyó
- 1949 Zsoltár és trombitaszó – Örökösök (relatos, esbozos, cartas – novelas cortas póstumas de 1949)
- 1949 Adjátok vissza a hegyeimet!
- 1951 Ember az országút szélén
- 1952 Elvész a nyom
- 1953 Tizenhárom almafa
- 1958 Az Antikrisztus és a pásztorok
- 1959 A funtineli boszorkány
- 1964 Átoksori kísértetek
- 1965 Elvásik a veres csillag
- 1967 Magukrahagyottak
- 1974 Kard és kasza
- 1975 Magyar örökségünk (Estudios, cuentos abandonados, escritos, entrevistas)
- 1978 Halálos köd Holtember partján
- 1985 Hagyaték
- 1989 Te és a világ (relatos)

- Eliza (redactado en inglés)
- Igazságot Erdélynek!
- Józan magyar szemmel I-II. (publicisztikák)
- Karácsonyi üzenetek – A temető megindul
- Magyar pólus (poemas, relatos, folletines, escritos, entrevistas y cartas)
- Népirtás Erdélyben

- Hűség bilincsében
- Hanky tanár úr
- Se szentek, se hősök
- A szikla alatti férfi
- A sólyom hangja
- Csillag az éjszakában
- Black Hammock
- Magyar Számadás
- Nem nyugaton kel fel a nap
- Voltam

Versek, mesék
- 1927 Virágtemetés (poema)
- 1942 Tavak könyve (cuento)

Tókirály és szile (El libro de los lagos serie de cuentos 1.)
A bölcs bölömbika (El libro de los lagos serie de cuentos 2.)
Évszakok teremtése (El libro de los lagos serie de cuentos 3.)
Csupafej, a jégmadár (El libro de los lagos serie de cuentos 4.)
- 1947 A láthatatlan lobogó (poema)
- 1946 Erdők könyve (cuento)

Mese az erdőről (Libro de bosques. Serie 1.)
Bulámbuk (Libro de bosques. Serie 2.)
A vén gombacsináló (Libro de bosques. Serie 3.)
Éjjeli pávaszem (Libro de bosques. Serie 4.)
- 1971 A hunok útra kelnek (Libro de leyendas hunas serie 1.)
- 1971 Isten kardja (Libro de leyendas hunas serie 2.)
- 1972 Szerencsés Pista (Cuentos populares húngaros selectos serie 1.)
- 1972 A repülő kastély (Cuentos populares húngaros selectos serie 2.)
- A zenélő ezüst kecske